# Kanimang Sanneh
Alhaji Kanimang Sanneh ist Politiker im westafrikanischen Staat Gambia.

## Politisches Leben
| Parlamentswahl | Stimmen | Stimmanteil |
| -------------- | ------- | ----------- |
| 1997           | 4.599   | 50,81 %     |

Bei den Parlamentswahlen 1997 trat Sanneh als Kandidat der Alliance for Patriotic Reorientation and Construction (APRC) im Wahlkreis Jimara zur Wahl an und konnte den Wahlkreis erfolgreich für sich gewinnen. Bei den Regionalwahlen 2002 war Sanneh erfolgreich gewählt und wurde Vorsitzender des Basse Area Council. Diese Tätigkeit übte er bis 2007 aus, er wurde mit der Regionalwahlen 2008 von Omar Sompo Ceesay abgelöst.
Verwirrung gab es im April 2011, nach einer Meldung wurde Omar Khan, der Gouverneur der Upper River Region am 28. April 2011 von Sanneh abgelöst. Tags darauf wurde die Wiedereinstellung von Khan als Gouverneur vermeldet. Im September 2013 wurde Omar Khan von Sanneh als abgelöst. Er führte das Amt als stellvertretender Gouverneur, am 28. November 2013 wurde Omar Sompo Ceesay neuer Gouverneur der Upper River Region.